# Sedilia
Sedilia (lat., jednotné číslo sedile) jsou pevná výklenková sedadla v presbytáři katolického kostela, na nichž během bohoslužeb sedal kněz a jeho asistence (jáhen, podjáhen). Proto se nejčastěji vyskytují ve trojici. Sedilia se také používala v pevnostní architektuře.

## Historie
Ve starokřesťanských bazilikách byl v ose kostela u stěny apsidy pevný biskupský trůn (cathedra). Když se hlavní oltář přemístil ke stěně, bylo sezení nejčastěji na (epištolní straně (vpravo z pohledu věřících v lodi kostela, tedy u orientované stavby na jižní straně); pro slavnostní bohoslužby bývala obvykle pro tři (výjimečně až pět) duchovních. Ve středověku se často stavěla jako výklenky v síle stěny, ozdobené kamenným ostěním a sloupky. V pevnostní architektuře se sedilia používala v průjezdech bran. Dochovala se například v průjezdu první brány v Jindřichově Hradci.
Od konce středověku se pevná kamenná sedilia přestala užívat a nahradila je pohodlnější křesla. Reforma liturgie druhého vatikánského koncilu nahradila postranní sezení křesly (sedes), obrácenými k lidu.
Sedile, výklenek určený k sezení, se používala i v domech, radnicích, průjezdech, branách aj.

## Galerie

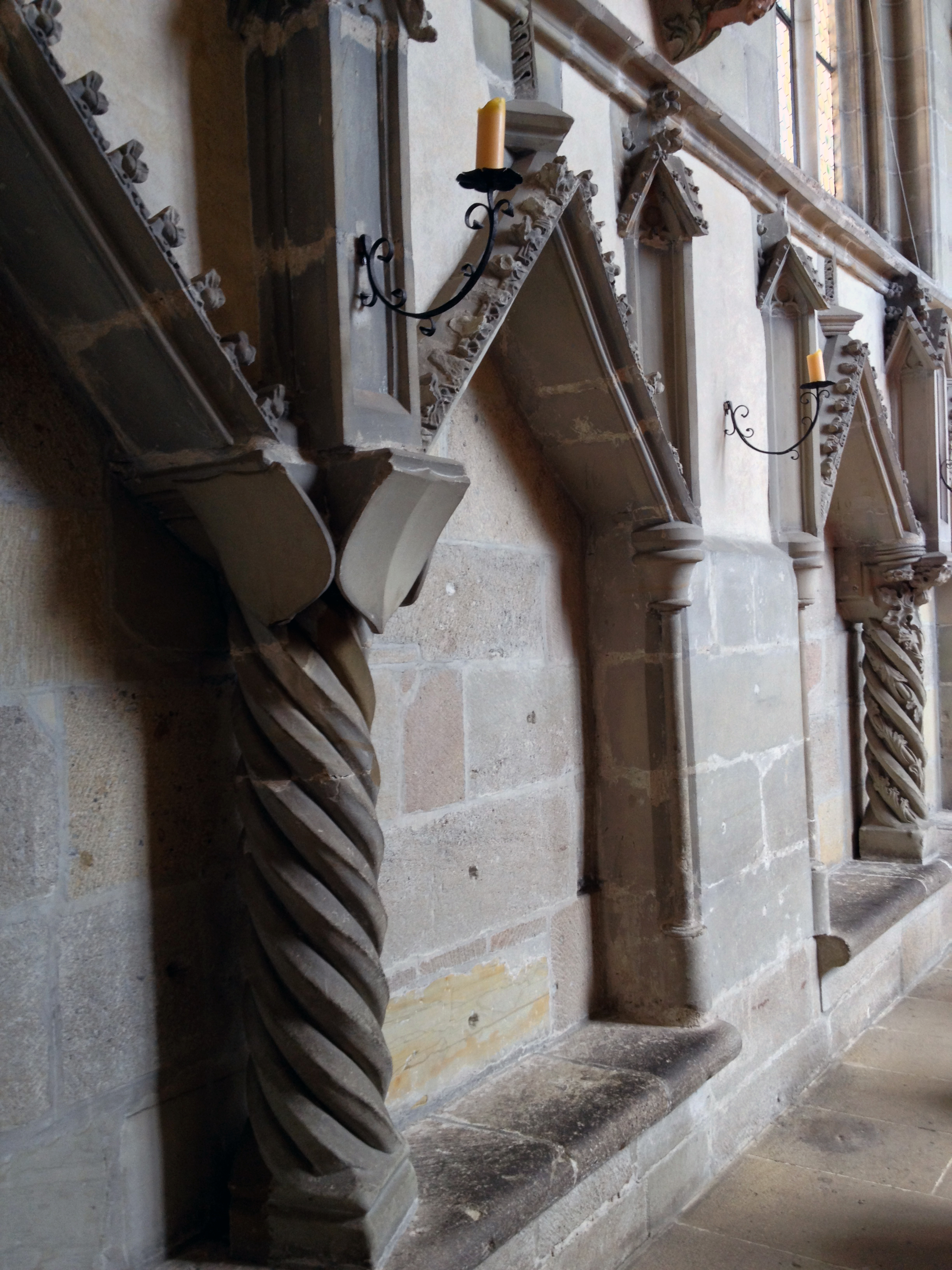
Gotická sedilia v hradní kapli na Křivoklátě
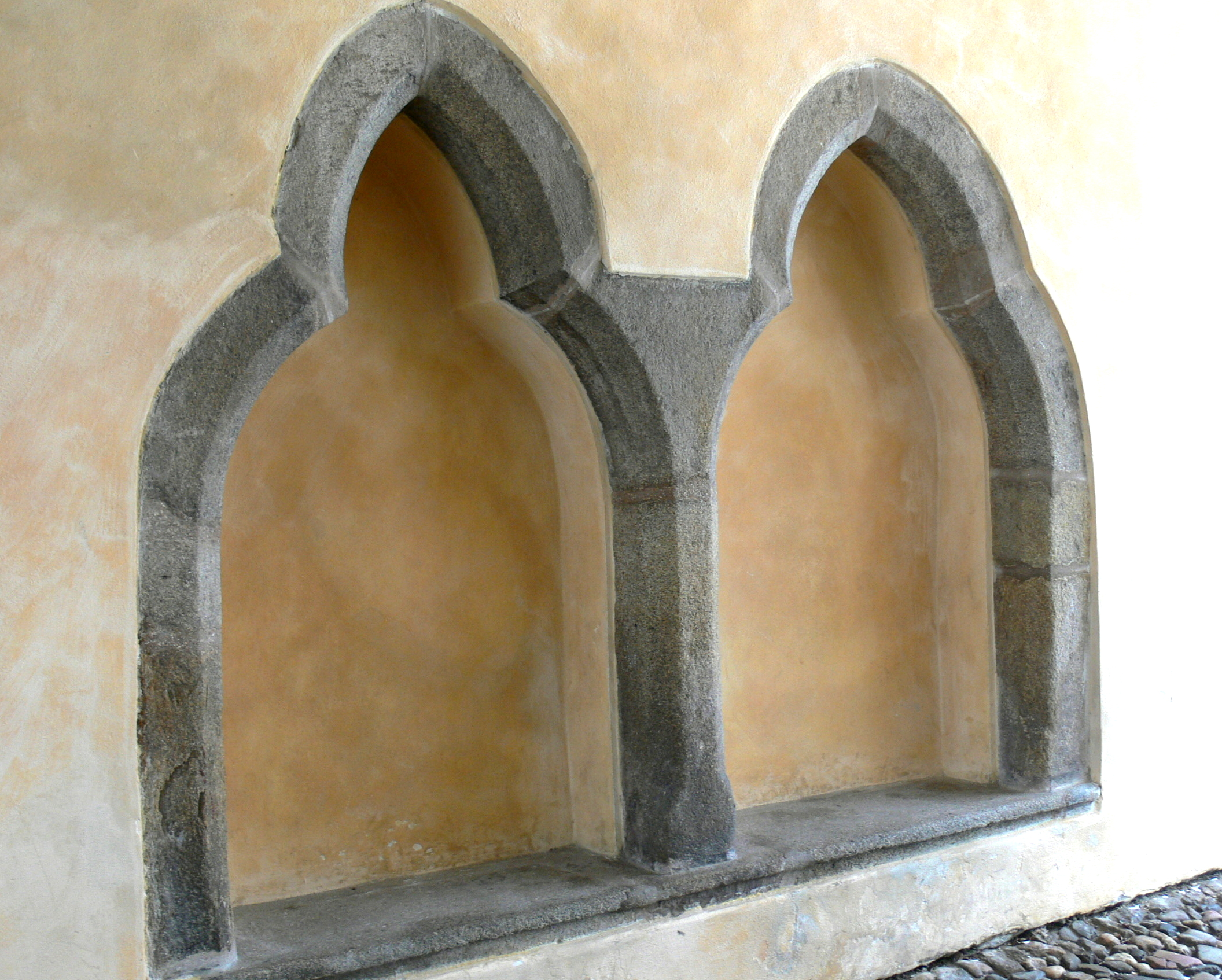
Raně gotická sedilia v průjezdu první brány jindřichohradeckého zámku
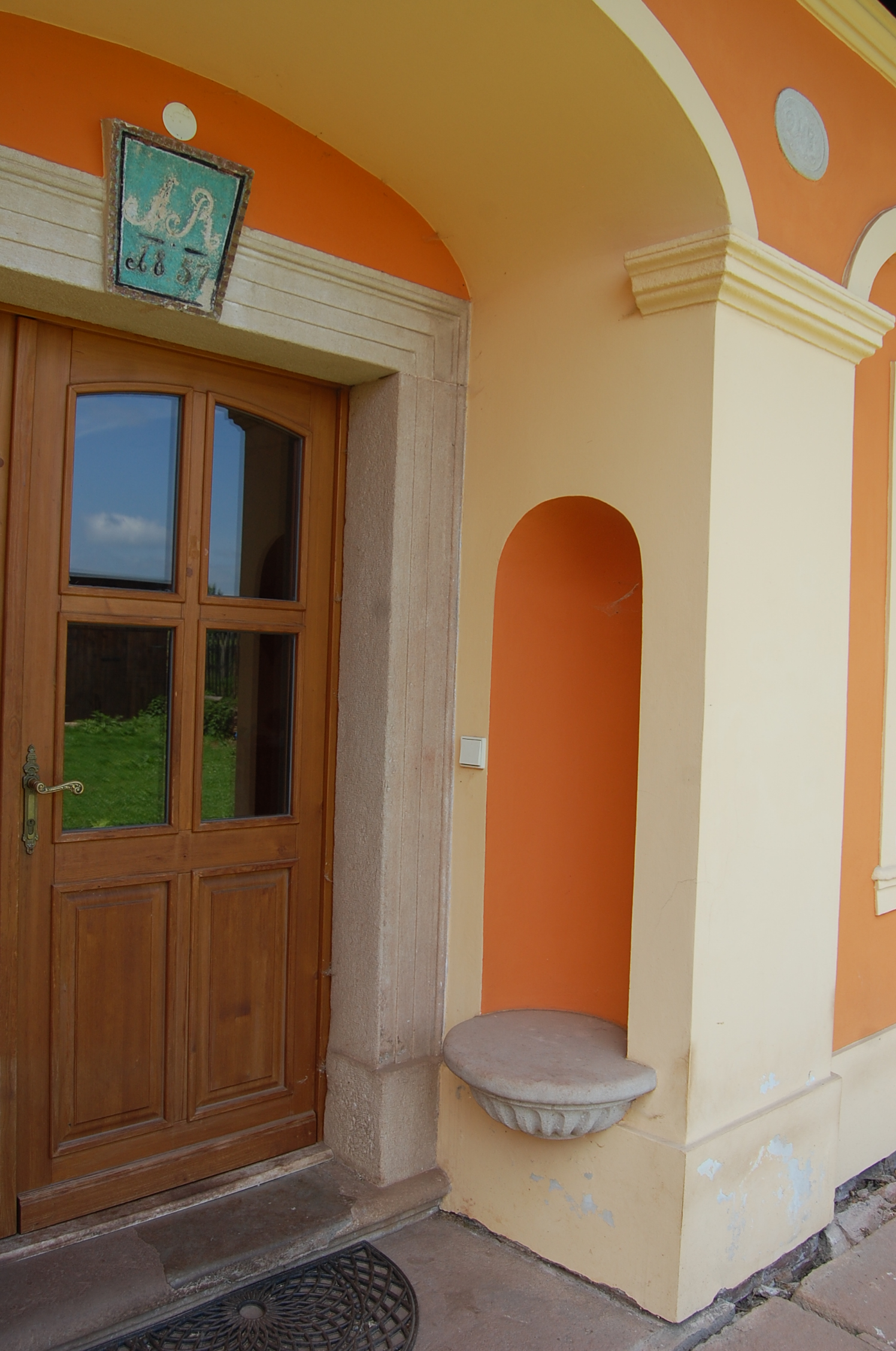
Božanov, dům čp. 247, sedile u vchodu do domu
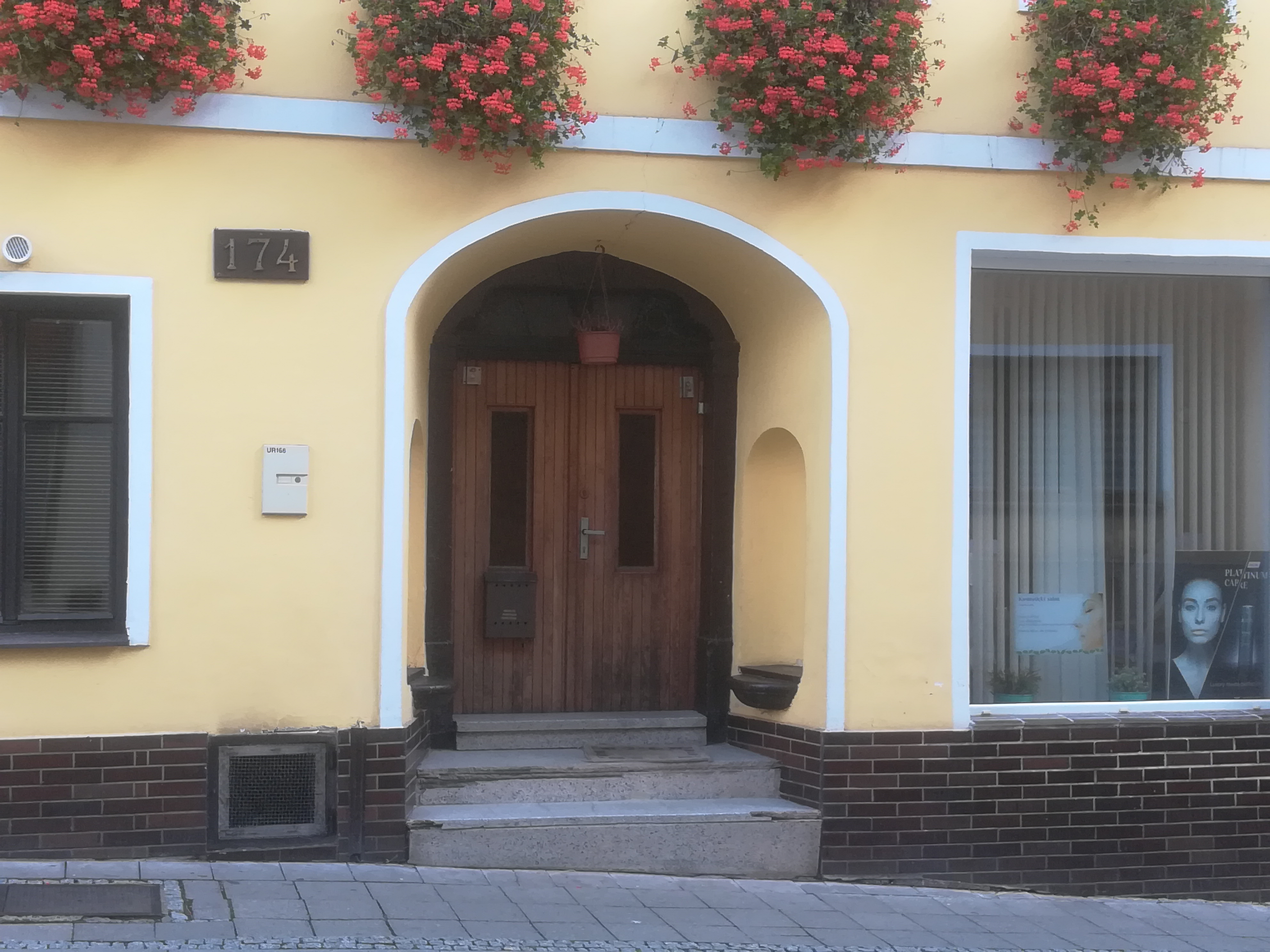
Sedilia ve vchodu do domu. Broumov, Malé náměstí čp. 174